# Niesslia exosporioides
Niesslia exosporioides är en lavart som först beskrevs av Jean Baptiste Desmazières, och fick sitt nu gällande namn av Georg Winter 1887. Niesslia exosporioides ingår i släktet Niesslia och familjen Niessliaceae.  Arten är reproducerande i Sverige. Inga underarter finns listade i Catalogue of Life.